# Noëlle Cordier
Pour les articles homonymes, voir Cordier (homonymie).
Noëlle Cordier, née le 25 mars 1944 à Paris, est une chanteuse française. Elle connaît un très grand succès avec Tu t'en vas, interprété en duo avec Alain Barrière en 1974.

## Biographie
Noëlle Cordier débute sur scène et sur disque vers 1965. En 1967, elle est choisie en interne par un jury d'experts pour représenter la France au Concours Eurovision de la chanson. Elle est sélectionnée face à de grands noms comme Claude François, Mireille Mathieu, Nicoletta, Isabelle Aubret, Jean-Jacques Debout, Hervé Vilard, Yves Simon, Georgette Lemaire...
Au Concours Eurovision 1967 à Vienne, elle représente donc la France avec la chanson Il doit faire beau là-bas, écrite par Pierre Delanoë et composée par Hubert Giraud, elle se classe 3e sur 17 pays. La chanson sera reprise plus tard par Michèle Torr.
En 1970, elle participe à la Coupe d'Europe du tour de chant de Knokke-Heist.
Après la publication de quelques 45 tours et d'un album en 1970, elle participe à l'opéra rock La Révolution Française de Claude-Michel Schönberg et Alain Boublil en 1973 dans lequel elle tient l'un des rôles principaux auprès de Jean-Pierre Savelli, Gérard Blanc et Alain Bashung.
En tant qu'interprète, elle obtient un énorme succès en chantant en duo avec Alain Barrière la chanson Tu t'en vas en 1974. Elle accompagne souvent Alain Barrière pendant cette période, assurant les premières parties de ses concerts.
Par la suite, elle connaît le succès, tant en France qu'au Québec avec les chansons Un amour comme le nôtre (reprise de Lucienne Boyer), Aimer comme je t'aime, Il ne faut pas briser un rêve, Cheveux dans le vent et Ciel de Paris (1975) et surtout Mon cœur pour te garder en 1977, chanson qui demeure plusieurs semaines en tête des palmarès québécois cette année-là.
Mais malgré ces divers succès, Noëlle Cordier n'enregistre par la suite qu'une poignée de 45 tours.
Elle retente sa chance pour le Concours Eurovision de la chanson 1978. Le 12 mars 1978, lors de la 1re demi-finale de la sélection nationale française, grâce aux votes des téléspectateurs, elle se classe 3e après Jean-Paul Cara et Joël Prévost et se qualifie pour la finale du 26 mars. À l'issue de la finale nationale, elle termine à la 4e place sur 6, Joël Prévost étant choisi pour représenter la France à l'Eurovision 1978.
Elle se retire encore jeune dès 1981 à 37 ans, mais on la retrouve sporadiquement par la suite dans certaines émissions télévisées dont La Chance aux chansons de Pascal Sevran.
En 2012, la chanteuse québécoise Amélie Veille lui rend un bel hommage en reprenant avec succès sa chanson Mon cœur pour te garder.

## Discographie
- 1966 : Ballade en fa mineur; L'habit d'Arlequin (Disques Liberty)
- 1966 : J’ai regardé; Les amants du printemps; Je cherche un ami… c’est tout; La plume de fée (Disques Festival)
- 1967 : Il doit faire beau là-bas; Alli Debe Haber Buen Tiempo (Il doit faire beau là-bas en Argentine) (Disques Barclay)
- 1968 : Les Moulins de mon cœur; Ce garçon; Cheese; La petite geisha (Disques Barclay)
- 1968 : Ça peut t'arriver un jour; Les oiseaux; J'avais seize ans; Rien, crois-moi (Disques Festival)
- 1969 : Ce n'est pas un matin pour se dire adieu; Ne t'impatiente pas (Disques Liberty)
- 1970 : Comme on pourrait s'aimer; Instrumental (Disques Liberty)
- 1970 : M'envoler vers toi; Ballade pour une rose; L'amour c'est ça; Nous n'aimerons jamais assez la vie (Disques Liberty)
- 1973 : La Révolution Française (album avec entre autres Quatre saisons pour un amour) (Disques Vogue)
- 1973 : Quand je me réveille; Il a neigé sur les roses (Disques Vogue)
- 1974 : Les français sont partout; Chanson pour toi (Disques Vogue)
- 1974 : Tu t'en vas (en duo avec Alain Barrière) (Disques Albatros en France, Disques ABLE au Québec)
- 1975 : Un amour comme le nôtre (album de 12 titres avec entre autres Un amour comme le nôtre, Aimer comme je t'aime, Il ne faut pas briser un rêve, Ciel de Paris, La valse des lilas, L'île Saint-Louis et Cheveux dans le vent) (Disques Méridian en France, Disques ABLE au Québec)
- 1976 : Ma maison devant la mer et Qu'est-ce que ça peut faire ? (en duo avec Daniel Beretta) (Disques Philips)
- 1976 : La fille d'un seul amour; Comment l'oublier ? (Disques Melba)
- 1977 : Mon cœur pour te garder; Comment est-elle, comment vit-elle ? (Disques MM en France, Disques Domino au Québec)
- 1978 : Tombe l'eau; La toison d'or (Disques MM en France, Disques Domino au Québec)
- 1980 : Qu'est-ce qu'une autre année ?; Un peu d'amour (Disques Les 3 Oranges Bleues, Phonogram)